# Вегетативная нервная система

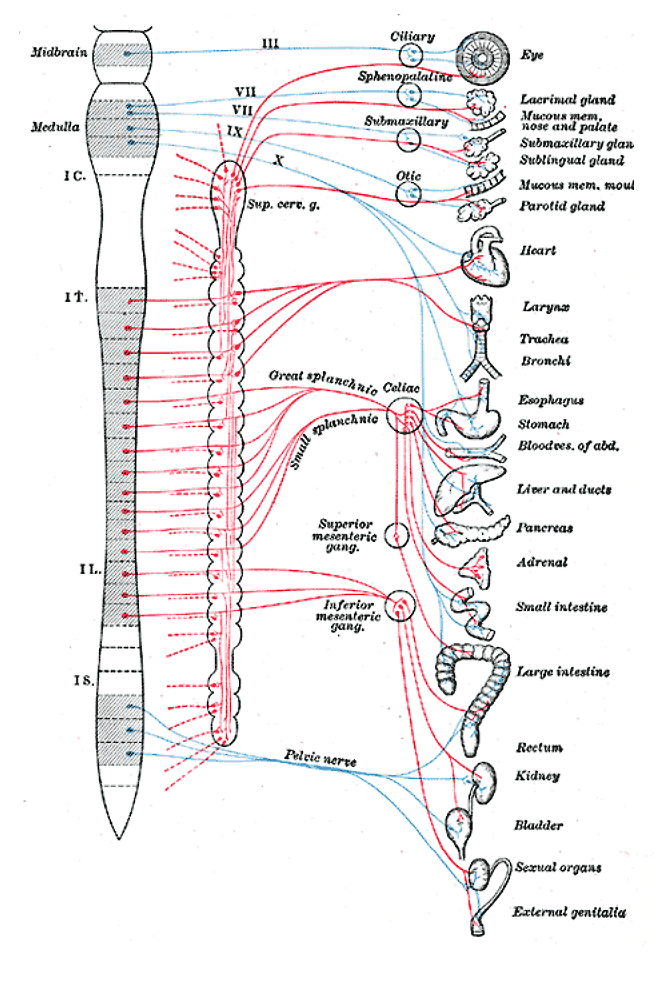
Симпатический (показан красным) и парасимпатический (показан синим) отделы автономной нервной системы

Вегетати́вная не́рвная систе́ма (от лат. vegetatio — возбуждение, от лат. vegetativus — растительный), ВНС, автономная нервная система, ганглионарная нервная система (от лат. ganglion — нервный узел), висцеральная нервная система (от лат. viscera — внутренности), органная нервная система, чревная нервная система, systema nervosum autonomicum (PNA) — часть нервной системы организма, комплекс центральных и периферических клеточных структур, регулирующих функциональный уровень организма, необходимый для адекватной реакции всех его систем.
Вегетативная нервная система регулирует деятельность внутренних органов, желёз внутренней и внешней секреции, кровеносных и лимфатических сосудов, гладкой и отчасти поперечно-полосатой мышечной ткани. Играет ведущую роль в поддержании постоянства внутренней среды организма и в приспособительных реакциях всех позвоночных.
Анатомически и функционально вегетативная нервная система подразделяется на симпатическую, парасимпатическую и метасимпатическую. Симпатические и парасимпатические центры находятся под контролем коры больших полушарий и гипоталамических центров.
В симпатическом и парасимпатическом отделах имеются центральная и периферическая части. Центральную часть образуют тела нейронов, лежащих в спинном и головном мозге. Эти скопления нервных клеток получили название вегетативных ядер. Отходящие от ядер волокна, вегетативные ганглии, лежащие за пределами центральной нервной системы, и нервные сплетения в стенках внутренних органов образуют периферическую часть вегетативной нервной системы.
Симпатические ядра расположены в спинном мозге. Отходящие от него нервные волокна заканчиваются за пределами спинного мозга в симпатических узлах, от которых берут начало нервные волокна. Эти волокна подходят ко всем органам.
Парасимпатические ядра лежат в среднем и продолговатом мозге и в крестцовой части спинного мозга. Нервные волокна от ядер продолговатого мозга входят в состав ветвей блуждающего нерва. От ядер крестцовой части нервные волокна идут к кишечнику, органам выделения.
Метасимпатическая нервная система представлена нервными сплетениями и мелкими ганглиями в стенках пищеварительного тракта, мочевого пузыря, сердца и некоторых других органов.
Деятельность вегетативной нервной системы не зависит от воли человека. Это означает, что в обычных условиях человек не может волевым усилием заставить сердце биться реже или мышцы желудка — не сокращаться. Однако достичь сознательного влияния на многие параметры, контролируемые ВНС, можно с помощью специальных методов тренировки — например, с использованием методов биологической обратной связи.
Cимпатическая нервная система усиливает обмен веществ, повышает возбуждаемость большинства тканей, мобилизует силы организма на активную деятельность. Парасимпатическая система способствует восстановлению израсходованных запасов энергии, регулирует работу организма во время сна.
Под контролем автономной системы находятся органы кровообращения, дыхания, пищеварения, выделения, размножения, а также обмен веществ и рост. Фактически эфферентный отдел ВНС осуществляет нервную регуляцию функций всех органов и тканей, кроме скелетных мышц, которыми управляет соматическая нервная система.
В отличие от соматической нервной системы, двигательный эффекторный нейрон в автономной нервной системе находится на периферии, и спинной мозг лишь косвенно управляет его импульсами.

## Терминология
Термин «автономная» обычно подразумевает независимость, однако автономия в нервной системе не является абсолютной, а в теле на самом деле нет ничего независимого, и по факту данный термин может рассматриваться как историческая концептуальная ошибка по отношению к нервной системе. Альтернативный термин «вегетативная» означает пассивность, неконтролируемость, то, что не является волевым. Однако на самом деле нервная система работает не в пассивном режиме, она подстраивается под текущую деятельность животного. Поэтому оба термина не совсем точно описывают симпатическую, парасимпатическую и энтеральную части нервной системы.
Термины автономная система, висцеральная система, симпатический отдел нервной системы неоднозначны. В настоящее время симпатическими называют только часть висцеральных эфферентных волокон. Однако различные авторы используют термин «симпатический» по-разному:
- в узком понимании, как описано в предложении выше;
- в качестве синонима термина «автономный»;
- как название всей висцеральной («вегетативной»)[5] нервной системы — как афферентной, так и эфферентной.

Терминологическая путаница возникает также, когда автономной называют всю висцеральную систему (и афферентную, и эфферентную).
Классификация отделов висцеральной нервной системы позвоночных, приведённая в руководстве А. Ромера и Т. Парсонса, выглядит следующим образом:

Висцеральная нервная система:
- афферентная;
- эфферентная:
  - особая жаберная;
  - автономная:
    - симпатическая;
    - парасимпатическая.

## Морфология
Выделение автономной (вегетативной) нервной системы обусловлено некоторыми особенностями её строения. К этим особенностям относятся следующие:
- очаговость локализации вегетативных ядер в ЦНС;
- скопление тел эффекторных нейронов в виде узлов (ганглиев) в составе вегетативных сплетений;
- двухнейронность нервного пути от вегетативного ядра в ЦНС к иннервируемому органу.

Волокна автономной нервной системы выходят не сегментарно, как в соматической нервной системе, а из трёх отстоящих друг от друга ограниченных участков мозга: черепного, грудинопоясничного и крестцового.
Автономную нервную систему разделяют на симпатическую, парасимпатическую и метасимпатическую части. В симпатической части отростки спинномозговых нейронов короче, ганглионарные длиннее. В парасимпатической системе, наоборот, отростки спинномозговых клеток длиннее, ганглионарных короче. Симпатические волокна иннервируют все без исключения органы, в то время как область иннервации парасимпатических волокон более ограничена.

### Центральный и периферический отделы
Автономная (вегетативная) нервная система подразделяется по топографическому признаку делятся на центральный и периферический отделы.

#### Центральный отдел
- парасимпатические ядра 3, 7, 9 и 10 пар черепных нервов, лежащие в мозговом стволе (краниобульбарный отдел).;ядра, лежащие в среднем мозге(мезоенцефалический  отдел).; ядра, залегающие в сером веществе трёх крестцовых сегментов (сакральный отдел)[7]
- симпатические ядра, расположенные в боковых рогах тораколюмбального отдела спинного мозга;

#### Периферический отдел
- вегетативные (автономные) нервы, ветви и нервные волокна, выходящие из головного и спинного мозга;
- вегетативные (автономные, висцеральные) сплетения;
- узлы (ганглии) вегетативных (автономных, висцеральных) сплетений;
- симпатический ствол (правый и левый) с его узлами (ганглиями), межузловыми и соединительными ветвями и симпатическими нервами;
- концевые узлы (ганглии) парасимпатической части вегетативной нервной системы.

### Симпатический, парасимпатический и метасимпатический отделы
На основании топографии вегетативных ядер и узлов, различий в длине аксонов первого и второго нейронов эфферентного пути, а также особенностей функции вегетативная нервная система подразделяется на симпатическую, парасимпатическую и метасимпатическую.

### Расположение ганглиев и строение проводящих путей
Нейроны ядер центрального отдела вегетативной нервной системы — первые эфферентные нейроны на пути от ЦНС (спинной и головной мозг) к иннервируемому органу. Нервные волокна, образованные отростками этих нейронов, носят название предузловых (преганглионарных) волокон, так как они идут до узлов периферической части вегетативной нервной системы и заканчиваются синапсами на клетках этих узлов. Преганглионарные волокна имеют миелиновую оболочку, благодаря чему отличаются беловатым цветом. Они выходят из мозга в составе корешков соответствующих черепных нервов и передних корешков спинномозговых нервов.
Вегетативные узлы (ганглии): входят в состав симпатических стволов (есть у большинства позвоночных, кроме круглоротых и хрящевых рыб), крупных вегетативных сплетений брюшной полости и таза, располагаются в области головы и в толще или возле органов пищеварительной и дыхательной систем, а также мочеполового аппарата, которые иннервируются вегетативной нервной системой. Узлы периферической части вегетативной нервной системы содержат тела вторых (эффекторных) нейронов, лежащих на пути к иннервируемым органам. Отростки этих вторых нейронов эфферентного пути, несущих нервный импульс из вегетативных узлов к рабочим органам (гладкая мускулатура, железы, ткани), являются послеузелковыми (постганглионарными) нервными волокнами. Из-за отсутствия миелиновой оболочки они имеют серый цвет. Постганглионарные волокна автономной нервной системы в большинстве своем тонкие (чаще всего их диаметр не превышает 7 мкм) и не имеют миелиновой оболочки. Поэтому возбуждение по ним распространяется медленно, а нервы автономной нервной системы характеризуются бо́льшим рефрактерным периодом и большей хронаксией.

### Рефлекторная дуга
Строение рефлекторных дуг вегетативного отдела отличается от строения рефлекторных дуг соматической части нервной системы. В рефлекторной дуге вегетативной части нервной системы эфферентное звено состоит не из одного нейрона, а из двух, один из которых находится вне ЦНС. В целом простая вегетативная рефлекторная дуга представлена тремя нейронами.
Первое звено рефлекторной дуги — это чувствительный нейрон, тело которого располагается в спинномозговых узлах и в чувствительных узлах черепных нервов. Периферический отросток такого нейрона, имеющий чувствительное окончание — рецептор, берёт начало в органах и тканях. Центральный отросток в составе задних корешков спинномозговых нервов или чувствительных корешков черепных нервов направляется к соответствующим ядрам в спинной или головной мозг.
Второе звено рефлекторной дуги является эфферентным, поскольку несёт импульсы из спинного или головного мозга к рабочему органу. Этот эфферентный путь вегетативной рефлекторной дуги представлен двумя нейронами. Первый из этих нейронов, второй по счёту в простой вегетативной рефлекторной дуге, располагается в вегетативных ядрах ЦНС. Его можно называть вставочным, так как он находится между чувствительным (афферентным) звеном рефлекторной дуги и вторым (эфферентным) нейроном эфферентного пути.
Эффекторный нейрон представляет собой третий нейрон вегетативной рефлекторной дуги. Тела эффекторных (третьих) нейронов лежат в периферических узлах вегетативной нервной системы (симпатический ствол, вегетативные узлы черепных нервов, узлы внеорганных и внутриорганных вегетативных сплетений). Отростки этих нейронов направляются к органам и тканям в составе органных вегетативных или смешанных нервов. Заканчиваются постганглионарные нервные волокна на гладких мышцах, железа́х и в других тканях соответствующими концевыми нервными аппаратами.

## Физиология

### Общее значение вегетативной регуляции
Вегетативная нервная система приспосабливает работу внутренних органов к изменениям окружающей среды. ВНС обеспечивает гомеостаз (постоянство внутренней среды организма). ВНС также участвует во многих поведенческих актах, осуществляемых под управлением головного мозга, влияя не только на физическую, но и на психическую деятельность человека.

### Роль симпатического и парасимпатического отделов
Симпатическая нервная система активируется при стрессовых реакциях. Для неё характерно генерализованное влияние, при этом симпатические волокна иннервируют подавляющее большинство органов.
Известно, что парасимпатическая стимуляция одних органов оказывает тормозное действие, а других — возбуждающее действие. В большинстве случаев действие парасимпатической и симпатической систем противоположно.

### Влияние симпатического и парасимпатического отделов на отдельные органы
Влияние симпатического отдела:
- На сердце — повышает частоту и силу сокращений сердца.
- На артерии —[8] сужает артерии большинства органов, расширяет артерии скелетных мышц.
- На кишечник — угнетает перистальтику кишечника и выработку пищеварительных ферментов.
- На слюнные железы — угнетает слюноотделение.
- На мочевой пузырь — расслабляет мочевой пузырь.
- На бронхи и дыхание — расширяет бронхи и бронхиолы, усиливает вентиляцию лёгких.
- На зрачок — расширяет зрачки.

Влияние парасимпатического отдела:
- На сердце — уменьшает частоту и силу сокращений сердца.
- На артерии — не влияет в большинстве органов, вызывает расширение артерий половых органов и мозга, сужение коронарных артерий и артерий лёгких.
- На кишечник — усиливает перистальтику кишечника и стимулирует выработку пищеварительных ферментов.
- На слюнные железы — стимулирует слюноотделение.
- На мочевой пузырь — сокращает мочевой пузырь.
- На бронхи и дыхание — сужает бронхи и бронхиолы, уменьшает вентиляцию лёгких.
- На зрачок — сужает зрачки.

### Нейромедиаторыиклеточные рецепторы
Симпатический и парасимпатический отделы оказывают различное, в ряде случаев противонаправленное влияние на различные органы и ткани, а также перекрёстно влияют друг на друга. Различное воздействие этих отделов на одни и те же клетки связано со спецификой выделяемых ими нейромедиаторов и со спецификой рецепторов, имеющихся на пресинаптических и постсинаптических мембранах нейронов автономной системы и их клеток-мишеней.
Преганглионарные нейроны обоих отделов автономной системы в качестве основного нейромедиатора выделяют ацетилхолин, который действует на никотиновые рецепторы ацетилхолина на постсинаптической мембране постганглионарных (эффекторных) нейронов. Постганглионарные нейроны симпатического отдела, как правило, выделяют в качестве медиатора норадреналин, который действует на адренорецепторы клеток-мишеней. На клетках-мишенях симпатических нейронов бета-1 и альфа-1 адренорецепторы в основном сосредоточены на постсинаптических мембранах (это означает, что in vivo на них действует в основном норадреналин), а альфа-2 и бета-2 рецепторы — на внесинаптических участках мембраны (на них в основном действует адреналин крови). Лишь некоторые постганглионарные нейроны симпатического отдела (например, действующие на потовые железы) выделяют ацетилхолин.
Постганглионарные нейроны парасимпатического отдела выделяют ацетилхолин, который действует на мускариновые рецепторы клеток-мишеней.
На пресинаптической мембране постганглионарных нейронов симпатического отдела преобладают два типа адренорецепторов: альфа-2 и бета-2 адренорецепторы. Кроме того, на мебране этих нейронов расположены рецепторы к пуриновым и пиримидиновым нуклеотидоам (P2X-рецепторы АТФ и др.), никотиновые и мускариновые холинорецепторы, рецепторы нейропептидов и простагландинов, опиоидные рецепторы.
При действии на альфа-2 адренорецепторы норадреналина или адреналина крови падает внутриклеточная концентрация ионов Ca2+, и выделение норадреналина в синапсах блокируется. Возникает петля отрицательной обратной связи. Альфа-2 рецепторы более чувствительны к норадреналину, чем к адреналину.
При действии норадреналина и адреналина на бета-2 адренорецепторы выделение норадреналина обычно усиливается. Этот эффект наблюдается при обычном взаимодействии с Gs-белком, при котором растёт внутриклеточная концентрация цАМФ. Бета-два рецепторы более чувствительны к адреналину. Поскольку под действием норадреналина симпатических нервов из мозгового слоя надпочечников выделяется адреналин, возникает петля положительной обратной связи.
Однако в некоторых случаях активация бета-2 рецепторов может блокировать выделение норадреналина. Показано, что это может быть следствием взаимодействия бета-2 рецепторов с Gi/o белками и связывания (секвестирования) ими Gs-белков, которое, в свою очередь, предотвращает взаимодействие Gs-белков с другими рецепторами .
При действии ацетилхолина на мускариновые рецепторы симпатических нейронов выделение норадреналина в их синапсах блокируется, а при действии на никотиновые рецепторы — стимулируется. Поскольку на пресинаптических мембранах симпатических нейронов преобладают мускариновые рецепторы, обычно активация парасимпатических нервов снижает уровень выделения норадреналина из симпатических нервов.
На пресинаптических мембранах постганглионарных нейронов парасимпатического отдела преобладают альфа-2 адренорецепторы. При действии на них норадреналина выделение ацетилхолина блокируется. Таким образом, симпатические и парасимпатические нервы взаимно ингибируют друг друга.

## Развитие в эмбриогенезе
- Развитие периферической (соматической) и вегетативной нервной системы. Периферическая (соматическая) и вегетативная нервная система развивается из наружного зародышевого листка — эктодермы. Черепные и спинномозговые нервы у плода закладываются очень рано (5-6 нед). Миелинизация нервных волокон происходит позже (у преддверного нерва — 4 мес; у большинства нервов — на 6-7-м месяце).

Спинномозговые и периферические вегетативные узлы закладываются одновременно с развитием спинного мозга. Исходным материалом для них служат клеточные элементы ганглиозной пластинки, её нейробласты и глиобласты, из которых образуются клеточные элементы спинномозговых узлов. Часть их смещается на периферию в места локализации вегетативных нервных узлов

## Сравнительная анатомия и эволюция вегетативной нервной системы
У насекомых имеется так называемая симпатическая, или стомодеальная нервная система. В её состав входит фронтальный ганглий, который находится спереди от головного мозга и соединён парными коннективами с тритоцеребрумом. От него отходит непарный фронтальный нерв, тянущийся вдоль спинной стороны глотки и пищевода. Этот нерв соединяется с несколькими нервными ганглиями; отходящие от них нервы иннервируют переднюю кишку, слюнные железы и аорту.